# Carl Schell

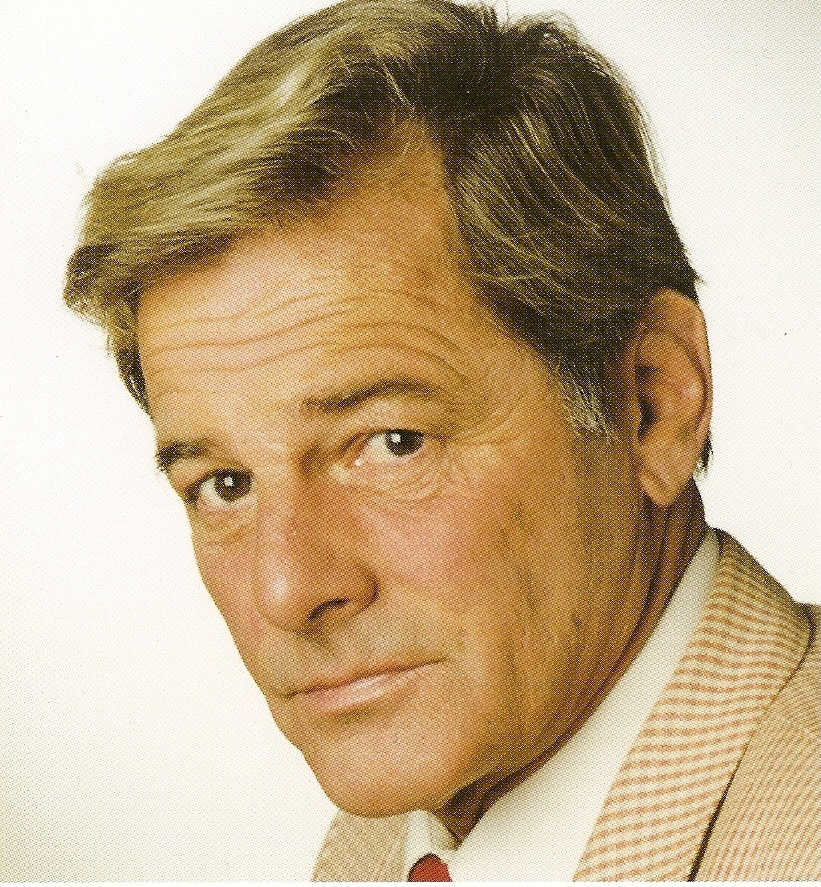
Carl Schell (undatiert)

Carl Hermann Schell (* 14. November 1927 in Wolfsberg, Kärnten, Österreich; † 6. Juni 2019 in Locarno) war ein Schweizer Schauspieler.

## Leben
Carl Schell war der Sohn des Schriftstellers Hermann Ferdinand Schell (1900–1972) und der Schauspielerin Margarethe Noé von Nordberg (1905–1995). Seine Geschwister Maria Schell (1926–2005), Maximilian Schell (1930–2014) und Immy Schell (1935–1992) waren ebenfalls Künstler. Die Familie wird in den Medien oft als „Schell-Clan“ bezeichnet.
Er besuchte mehrere Schulen in Österreich und in der Schweiz. Seinen Schauspielunterricht erhielt er am Konservatorium Bern. Carl Schell spielte in einigen Filmen mit, meist in Nebenrollen, und machte sich vor allem als Bühnenschauspieler im deutschsprachigen Raum einen Namen. Neben der Schauspielerei arbeitete er auch als Regisseur, Produzent und Autor. 1984 stellte er in Brissago TI seine private Fernsehstation Television International (TVI) vor.
Schell hatte mit seiner ersten Frau, Candida Robert, drei Kinder. Aus seiner zweiten Ehe mit der Schauspielerin Stella Mooney gingen zwei weitere Kinder hervor. Er ist zudem Vater eines sechsten, ausserehelichen Kindes. Carl Schell lebte in Locarno, im Schweizer Kanton Tessin.

## Filmografie
- 1950: Kein Engel ist so rein
- 1955: Drei Mädels vom Rhein
- 1956: Sommerliebe am Bodensee
- 1958: Die Verfemte (Les Naufrageurs)
- 1959: Babette zieht in den Krieg (Babette s'en va-t-en guerre)
- 1961: Bei Vollmond Mord (Lycantropus)
- 1961: Un branco di vigliacchi
- 1962: Tunnel 28
- 1964: Heirate mich, Gauner! (The Confession)
- 1966: Der blaue Max (The Blue Max)
- 1970: With Love in Mind (Kurzfilm)
- 2002: Vendesi

## Fernsehfilme und -serien
- 1963: Bezauberndes Fräulein (Film)
- 1963: Espionage (Folge: The Light of a Friendly Star)
- 1965: The Mask of Janus (Folge: The Rack)
- 1966: 12 O'Clock High (Folge: Decoy)
- 1967: Tennisschläger und Kanonen (Folge: Ein Ritter ohne Furcht und Tadel)
- 1967: Garrisons Gorillas (Folge: The Magnificent Forger)
- 1968: Im Wilden Westen (Folge: Count Me In, Count Me Out)
- 1968: To Die in Paris (Film)
- 1970: Sebastian et la Mary Morgan (Carl Schell in 9 von 13 Folgen)
- 1970: Dem Täter auf der Spur (Folge: Frau gesucht...)
- 1971: Tournee (Folge: Die Night-Stars in Marokko)
- 1971: Schnee-Treiben (Film)
- 1972–1973: Butler Parker (Fernsehserie, in 24 Folgen)
- 1975: Die großen Detektive (Folge: Im geheimer Mission)
- 1976: Die Fälle des Herrn Konstantin
- 1978: Tödliche Freiheit
- 1980: Die acht Millionäre
- 1982: Il Giardino Meraviglioso
- 1984: Sinn & Sendung

## Als Talkmaster mit eigenem Programm
- 1966: ‚Jackanory‘ täglich gesendetes Unterhaltungsprogramm, BBC London (5 Folgen)
- 1984: 50 Talk Shows für TVI, Television Internat. Schweiz – Italien

## Theater
- 1940–1942 Schauspielhaus Zürich
 In verschiedenen Rollen der Tell Aufführungen
 Gemeinsam mit den Geschwistern Maria + Maximilian
- 1946 Leiter Jugendbühne Bern
- 1947 Stadttheater Bern
 Zuckmayer ‚Des Teufels General‘ Regie, Hans Lietzau
 Wiechert ‚Okay‘ Regie, Hans Lietzau
 ‚General Suter‘ Regie, Werner Kraut
 Shakespeare ‚Viel Lärm um Nichts‘ Regie, R. Lietzau
- 1947 Stadttheater Solothurn
 Euripides ‚Troerinnen‘ Regie, Margarete Schell von Noé
- 1948 Stadttheater Chur
 Zuckmayer ‚Des Teufels General‘ Regie, H. Sanden
 Schiller ‚Die Räuber‘ Regie H. Gaugler
 Götz ‚Das Haus in Montevideo‘ Regie, Curt Goetz
 Molière ‚Der eingebildete Kranke‘ Regie, E. Cella
 Brecht ‚Die Antigone von Sophokles‘ Regie, Bertolt Brecht / Caspar Neher
 Wilde ‚Lady Windermeres Fächer‘ Wilde, R. Sanden
 ‚Steinbruch‘ Regie, W. Scheitlin u. a.
- 1948 Schauspielhaus Zürich
 Brecht ‚Die Antigone des Sophokles‘ Regie, Brecht / Neher
- 1948 Küchlin Theater Basel, Corso Theater Bern
 ‚Der dunkle Punkt‘ Regie, A. Pullmann
- 1949 Volkshaus Zürich
 Rolland ‚Die Zeit wird kommen‘ Regie, C. v. Möllendorf
- 1950 Théatre des Champs Elysés (Studio) Paris
 ‘Die Braut von Trotzko, Regie, Feldmar
- 1951 Professor an der Academia de Arte de São Paulo (BR)
 Aufführungen in Englisch und Portugiesisch
- 1952–1954 Clube Internacional de Arte Dramatico São Paulo
 Gründer und Leiter vieler Aufführungen in Englisch und Portugiesisch
- 1952–1954 Pan – American Press Film Ltda. São Paulo
 Künstlerischer Leiter mit Filmproduktionen
- 1956 Kammerspiele München
 Miller ‚Blick von der Brücke‘ Regie, Heinz Hilpert
- 1956–1957 Städtische Bühne Köln
 Shakespeare ‚Viel Lärm um Nichts‘ Regie, Maisch
 Miller ‚Blick von der Brücke‘ Regie, René Deltgen
 Lorca ‚Sobald fünf Jahre vergehen‘ Regie, Hans Bauer
- 1957 Komödie Basel
 Ustinov ‚Der leere Stuhl‘ Regie, Werner Kraut
- 1957 Theater am Zoo Frankfurt a Main
 Hayes ‚An einem Tag wie jeder andere‘ Regie René Deltgen
- 1958 Vaganten Bühne Berlin
 ‚Raskolnikov‘ Regie, Margarethe Schell – Noé
- 1958–1959 Kammerspiele, Kongresshalle Berlin, Intendant
 Lorca ‚Sobald fünf Jahre vergehen‘ Regie, Carl Schell
 Leonoff ‚Iwan der Schreckliche‘ Regie, Alexander Welbat
 ‚Ich selbst und keine Engel‘ Thomas Harlan u. v. a.
- 1959 Theater im Zimmer Hamburg
 Nicodemi ‚Duell der Liebe‘ Regie, Helmuth Gmelin
- 1959 Theater an der Brienner Strasse, München
 Weisenborn ‚Fünfzehn Schnüre Geld‘ Regie, R.G. Weisenborn
- 1960 Theater an der Berliner Allee, Düsseldorf
 Götz ‚Ingeborg‘ Regie Curt Götz
- 1960 Komödie Basel
 Hauptmann ‚Fuhrmann Henschel‘ Regie, E. Karter
- 1961 Theater an der Berliner Allee, Düsseldorf
 Verneuil ‚Es bleibt in der Familie‘ Regie, Margarethe Schell – Noé
- 1961 Theater unter den Arkaden, München
 Verneuil ‚Es bleibt in der Familie‘ Regie, Margarethe Schell – Noé
- 1962 Theater unter den Arkaden, München
 Magnier ‚Schluss mit den Blondinen‘ Regie, R. Katz
- 1963 Connaught – Theatre, Worthing & London
 Maugham ‚Winter in Ischia‘ Regie, Lord Robin Maugham
- 1964–1966 Kay Lewis Enterprises S. Goldwyn-Studio Hollywood California
 Künstlerischer Leiter & Co-Producer
- 1967–1968 Dana Point International Theatre Organisation
 Gründer & President
 Aufführungen in California, u. a.
 Borchert ‘The Man Outside’ Regie, Carl Schell (engl. Erstaufführung)
- 1967–1968 The Schell Academy of the Performing Arts
 President
- 1968 Theater ‘Die kleine Freiheit’, München
 Shaw ‘Die Millionärin’ Regie, T. Kolmann
- 1969 Atelier Theater, Bern
 Pinter ‚Die Heimkehr‘ Regie U.H.
- 1969–1970 Klingenthal – Theater, Basel
 Christie ‚Fuchsjagd‘ (The mousetrap), Regie, R. Cibolini
- 1970–1972 Film- und TV - Arbeiten, keine Theatertätigkeiten
- 1973 Theater Vis à Vis, Basel
 Schaffer ‚Revanche‘ Regie, R.Schell – Cibo
- 1973–1974 Theater Vis à Vis, Basel
 Douglas – Home ‚Handicap‘ Regie, Egon Karter
- 1974 Theater an der Berliner Allee, Düsseldorf
 Schell – Verneuil ‚Es bleibt in der Familie‘ Regie, Carl Schell
- 1975 Theater ‚Die kleine Freiheit‘ München
 Schell – Verneuil ‚Es bleibt in der Familie‘ Regie, Carl Schell
- 1975 Theater an der Berliner Allee, Düsseldorf
 ‚Ehe zu Dritt‘ Regie, F. Lepuschitz
- 1975–1976 Komödie Hamburg mit Tournée
 Schell – Verneuil ‚Es bleibt in der Familie‘ Regie, Carl Schell
- 1977–1978 Theater ‚Die kleine Freiheit‘ München
 Schell – Thomas ‚Die acht Millionäre‘ Regie, Carl Schell
- 1978 Komödie Hamburg
 Schell – Thomas ‚Die acht Millionäre‘ Regie, Carl Schell
- 1978 Renitenztheater, Stuttgart
 Schell – Thomas ‚Die acht Millionäre‘ Regie, Carl Schell
- 1978 Marymount Manhattan Theatre, New York
 Schell – Verneuil ‚Es bleibt in der Familie‘ Regie, Carl Schell
- 1979 Renitenztheater, Stuttgart
 Schell – Thomas ‚Die acht Millionäre‘ Regie, Carl Schell
 Tournée durch Deutschland, Österreich und die Schweiz
- 1980 Theater im Zürcher - Seefeld & Tournée
 Schell – Thomas ‚Die acht Millionäre‘ Regie, Carl Schell
- 1980–1981 Tournée-Theater Hermes
 Thomas ‚Das Mandarinenzimmer‘ Regie, Thomas
 Elke Sommer & Carl Schell
- 1981–1982 Senftöpfchen Theater Köln & Tournée
 Schell – Thomas ‚Die acht Millionäre‘ Regie, Carl Schell
- 1983 Komödie Hamburg
 Schaffer ‚Revanche‘ (Sleuth) Regie, Schell – Ahrweiler
- 1983 Theater im Park, Bonn
 ‚Ankomme Dienstag – stop, fall nicht in Ohnmacht‘ Regie, Froschauer
- 1984 Gründer & Leiter der T.V.I. Television International, Fernsehproduktionen
 Theater & Filmproduktionen via Tochterfirma CSB – Productions S.A. Brissago
- 1987 Renitenztheater, Stuttgart & Tournée
 Chesnot ‚Ein scharfer Cocktail‘ Regie, Froschauer / Carl Schell
- 1988 Theater im Park, Bonn & Tournée
 ‚Bei mir zu Hause um fünf‘ Regie, Carl Schell / Ullrich
- 1989 Badische Kammerschauspiele
 Jakobi ‚Auftritt für Bläule‘ Regie, Carl Schell
- 1990 Badische Kammerschauspiele & Tournée
 ‚Ein scharfer Cocktail‘ Regie, Carl Schell
- 1991 Badische Kammerschauspiele & Tournée
 ‚Fenster auf, durchatmen‘ Regie, Carl Schell
- 1994 Bernhard-Theater, Zürich
 ‚Ein scharfer Cocktail‘ Regie, Carl Schell
- 1995 Corso Theater Bern
 ‚Ein scharfer Cocktail‘ Regie, Carl Schell
- 1996 SS Arkona von Singapur – Mombassa
 ‚Ein scharfer Cocktail‘ an Bord

## Radio
Diverse Hörspielrollen und Regie in den USA, Lateinamerika, Europa für: BBC, RAI, BR, SFB, RIAS, SR, WDR, SWF, DRS, SRI (u. a. eigene Produktion) Studio Bern: Land der Glückseligkeit + Schweden + Tagebuch des Grauens

## Autor
- Wir waren Vier, Verlag Langen Müller, München 1999 ISBN 3-7844-2722-7
- Die ganze Welt in meinem Garten, Kosmos Stuttgart, 2002 ISBN 3-440-09158-9
- The Human Trap
- Once Before I Die
- Jeunesse Damnée
- The Way Alone